# 柏林西非會議

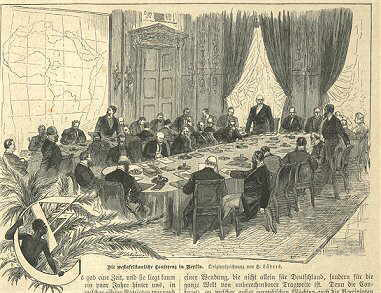
柏林會議

柏林会议（德語：Berliner Konferenz；英语：Berlin Conference），也被稱作剛果會議（德语：Kongokonferenz）或西非會議（德语：Westafrika-Konferenz）由欧洲强国在1884年至1885年与德意志帝国柏林的帝國總理府举行，以准备他们在非洲建立殖民地与发展贸易。与会国最后达成了柏林会议总议定书，正式开始瓜分非洲。

## 缘由
1880年代，欧洲国家对非洲有了更大的兴趣。亨利·莫頓·史丹利于1874至1877年发现了刚果河盆地，终于找到非洲最后的“未知的地域”（拉丁语：terra incognita）。比利时国王利奥波德二世于1876年成立了国际非洲协会（法语：Association Internationale Africaine）。得知史丹利的成功后，利奥波德二世邀请他参与协会的工作。该协会的宗旨是探索非洲与为非洲人民带来“文明”。1878年，另一类似组织国际刚果协会成立，虽与非洲协会关系密切，但比较注重经济发展之工作。比利时国王秘密地买通了刚果协会的投资者，把刚果协会变成追求帝国主义的组织，而表面上则以看似支持慈善事业的非洲协会作掩饰。
由1879年到1884年，史丹利再回到刚果，但不是为求探索领地，而是作为利奥波德二世的探子，谋求在刚果建立一个国家。与此同时，法蘭西第三共和国的海军军官皮埃爾·薩沃尼昂·德·布拉薩到达刚果盆地西岸，并于1881年在布拉柴维尔（今刚果共和国首都）建立了法属殖民地。
而且，葡萄牙王國由于曾经与刚果帝国签署过条约，所以在1884年2月26日与英国签署条约，企图阻止刚果协会扩张到大西洋的海岸线。
除了以上国家，其他欧陆国家也想在非洲建立殖民地。法国在1881年占领了突尼西亚和今刚果共和国的领土，又在1884年得到几内亚。1882年，英国占领名义上属于奥斯曼帝国的埃及，并因此控制了苏丹与部分的索马利亚。在1870年与1882年，意大利王國夺得厄立特里亚。刚刚崛起的德意志帝国也在1884年把多哥、喀麦隆与西南非（今纳米比亚）纳入为他的保护国。

## 会议
利奥波德二世成功就有关非洲贸易之事，说服法国与德国。在葡萄牙的倡导下，德国首相奥托·冯·俾斯麦于1884年邀请了奥匈帝国、比利时王國、丹麦王國、俄罗斯帝國、法蘭西第三共和國、荷兰王國、葡萄牙王國、瑞典-挪威聯合王國、西班牙王國、意大利王國、大英帝国、美国与奥斯曼帝国 十五国代表参加柏林会议，以达成共识。
| 國家       | 殖民帝國       | 與會代表                                                              |
| ---------- | -------------- | --------------------------------------------------------------------- |
| 德國       | 德意志殖民帝國 | 奥托·冯·俾斯麦 Paul von Hatzfeldt Clemens Busch Heinrich von Kusserow |
| 奥匈帝国   | 奧地利殖民帝國 | Emerich Széchényi von Sárvár-Felsővidék                               |
| 比利时     | 比利時殖民帝國 | Gabriel August van der Straten-Ponthoz Auguste Lambermont             |
| 西班牙     | 西班牙殖民帝國 | Francisco Merry y Colom, 1st Count of Benomar                         |
| 丹麦       | 丹麥殖民帝國   | Emil Vind                                                             |
| 美国       | 美利堅殖民帝國 | John A. Kasson Henry S. Sanford                                       |
| 法國       | 法蘭西殖民帝國 | Alphonse de Courcel                                                   |
| 英國       | 大英帝國       | Edward Baldwin Malet                                                  |
| 意大利     | 義大利殖民帝國 | Edoardo de Launay                                                     |
| 荷蘭       | 荷蘭殖民帝國   | Philip van der Hoeven                                                 |
| 葡萄牙     | 葡萄牙殖民帝國 | Antônio José da Serra Gomes António de Serpa Pimentel                 |
| 俄羅斯     | 俄羅斯殖民帝國 | 彼得·卡普尼斯特                                                       |
| 瑞典-挪威  | 瑞典殖民帝國   | Gillis Bildt                                                          |
| 奥斯曼帝国 | 鄂圖曼帝國     | 穆罕默德·賽義德帕夏                                                   |

## 总议定书
议定书定下了以下的条款：
- 刚果自由邦正式被定为国际刚果协会的私有财产。于是，二百万平方公里的刚果领土（今刚果民主共和国之全境）被划为利奥波德二世的私人财产。
- 全体十四个与会国将于刚果盆地全境、马拉维湖及其以东邻近地区享有自由贸易之权利；
- 尼日尔河与刚果河将对船只自由开放；
- 与会国签署禁止贩卖奴隶；
- 根据“有效原则”，与会国只有真正控制某殖民地时，才可以拥有它们。
- 如若任何国家在将来想拥有非洲海岸的任何部分，都必须通知其他签署国或是订立保护国。

值得注意的是，柏林协定书的行文中，第一次提及有关与会国之势力范围的国际协定。

## 结果

1913年的非洲，今國界，分別從屬於：
比利時
德國
西班牙
法國
英國
義大利
葡萄牙
獨立

会议过后，欧洲列强加速他们瓜分非洲的行动。在几年之内，名义上撒哈拉沙漠以南的非洲领土全被瓜分。1895年时，只有利比里亚、奥兰治自由邦与德兰士瓦仍为独立国家。阿比西尼亚（今衣索比亞）于1889年至1896年成功抵抗意大利自厄立特里亚而来的侵略，史称第一次意阿战争，是非洲唯一的独立原居民国家。1902年前，非洲九成以上的领土都被欧陆国家控制。撒哈拉沙漠之土地，大多为法国所有。英国在镇压了穆罕默德·艾哈邁德·馬赫迪和与法国解决法绍达事件后，与埃及共同统治苏丹。
英国发动了两次布尔战争，征服了布尔人的国家。1911年，法国与西班牙瓜分了摩洛哥。1912年，意大利从土耳其夺得利比亚。1914年，英国正式占领埃及全境，列强瓜分非洲结束。在这个时候，除了利比里亚与埃塞俄比亚之外，其他非洲土地全归欧洲国家所有。
另外列强在会议上罔顾非洲各民族的实际分布，采取直接在地图上划分势力范围的做法，造成了现今不少非洲国家之间的国界异常平直，也因此为这些国家遗留了不少影响至今的部族纷争。

## 参看
- 非洲历史
- 新帝国主义
- 乔治·塔伯曼·格尔迪 (George Taubman Goldie)